# Stefano Bosetti
Stefano Bosetti (Rapallo, 22 novembre 1962) è un ex calciatore italiano, di ruolo centrocampista.

## Carriera
Vanta 10 presenze e un gol in Serie A rifilato alla Juventus di Michel Platini il 13 maggio 1984; segnò la rete del 2-1 all'89' minuto. La partita finì con la vittoria dei rossoblù, trionfo inutile perché dopo quella gara i genovesi andarono in Serie B.
Le 10 presenze in A sono state tutte con la maglia del Grifone. Ha esordito il 29 gennaio 1984 in Lazio-Genoa, incontro terminato 2-1 per i biancocelesti.
All'età di 29 anni dopo una carriera sfortunata, condizionata anche da infortuni, decise di ritirarsi dal mondo del calcio per andare a lavorare nel suo stabilimento balneare a Paraggi.
Attualmente è un dirigente delle giovanili della Virtus Entella.

## Vita privata
Stefano è sposato e ha due figli: uno di questi è Lorenzo,che ha disputato 2 campionati nazionali  e un campionato berretti nelle Giovanili della Virtus Entella.